# Lohja Lionesses 2021
Questa voce raccoglie le informazioni riguardanti le Lohja Lionesses nelle competizioni ufficiali della stagione 2021.

## Naisten I-divisioona 2021

### Stagione regolare
| Helsinki 9 luglio 2021, ore 18:30 4ª giornata | Helsinki Wolverines Blue | 0 – 30 | Lohja Lionesses | Velodromo di Helsinki |

| Kotka 16 luglio 2021, ore 18:30 5ª giornata | Kotka Eagles | 22 – 0 | Lohja Lionesses | Puistolan kenttä |

| Helsinki 31 luglio 2021, ore 15:00 7ª giornata | Helsinki Roosters | 8 – 28 | Lohja Lionesses | Velodromo di Helsinki |

| Lohja 6 agosto 2021, ore 18:30 8ª giornata | Lohja Lionesses | 20 – 6 | Helsinki Roosters | Harjun nurmikenttä |

| Lohja 14 agosto 2021, ore 15:00 9ª giornata | Lohja Lionesses | 58 – 0 | Helsinki Wolverines Blue | Harjun nurmikenttä |

### Playoff
| Oulu 28 agosto 2021, ore 18:00 Semifinale | Oulu Northern Lights | 35 – 6 | Lohja Lionesses | Castrenin urheilukeskus |

## Statistiche di squadra
| Competizione      | %Vittorie | In casa | In casa | In casa | In casa | In casa | In casa | In trasferta | In trasferta | In trasferta | In trasferta | In trasferta | In trasferta | Totale | Totale | Totale | Totale | Totale | Totale |
| Competizione      | %Vittorie | G       | V       | N       | P       | Pf      | Ps      | G            | V            | N            | P            | Pf           | Ps           | G      | V      | N      | P      | Pf     | Ps     |
| ----------------- | --------- | ------- | ------- | ------- | ------- | ------- | ------- | ------------ | ------------ | ------------ | ------------ | ------------ | ------------ | ------ | ------ | ------ | ------ | ------ | ------ |
| Stagione regolare | .800      | 2       | 2       | 0       | 0       | 78      | 6       | 3            | 2            | 0            | 1            | 58           | 30           | 5      | 4      | 0      | 1      | 136    | 36     |
| Playoff           | .000      | 0       | 0       | 0       | 0       | 0       | 0       | 1            | 0            | 0            | 1            | 6            | 35           | 1      | 0      | 0      | 1      | 6      | 35     |
| Totale            | .667      | 2       | 2       | 0       | 0       | 78      | 6       | 4            | 2            | 0            | 2            | 64           | 65           | 6      | 4      | 0      | 2      | 142    | 71     |